# Озерця «Вікнини»

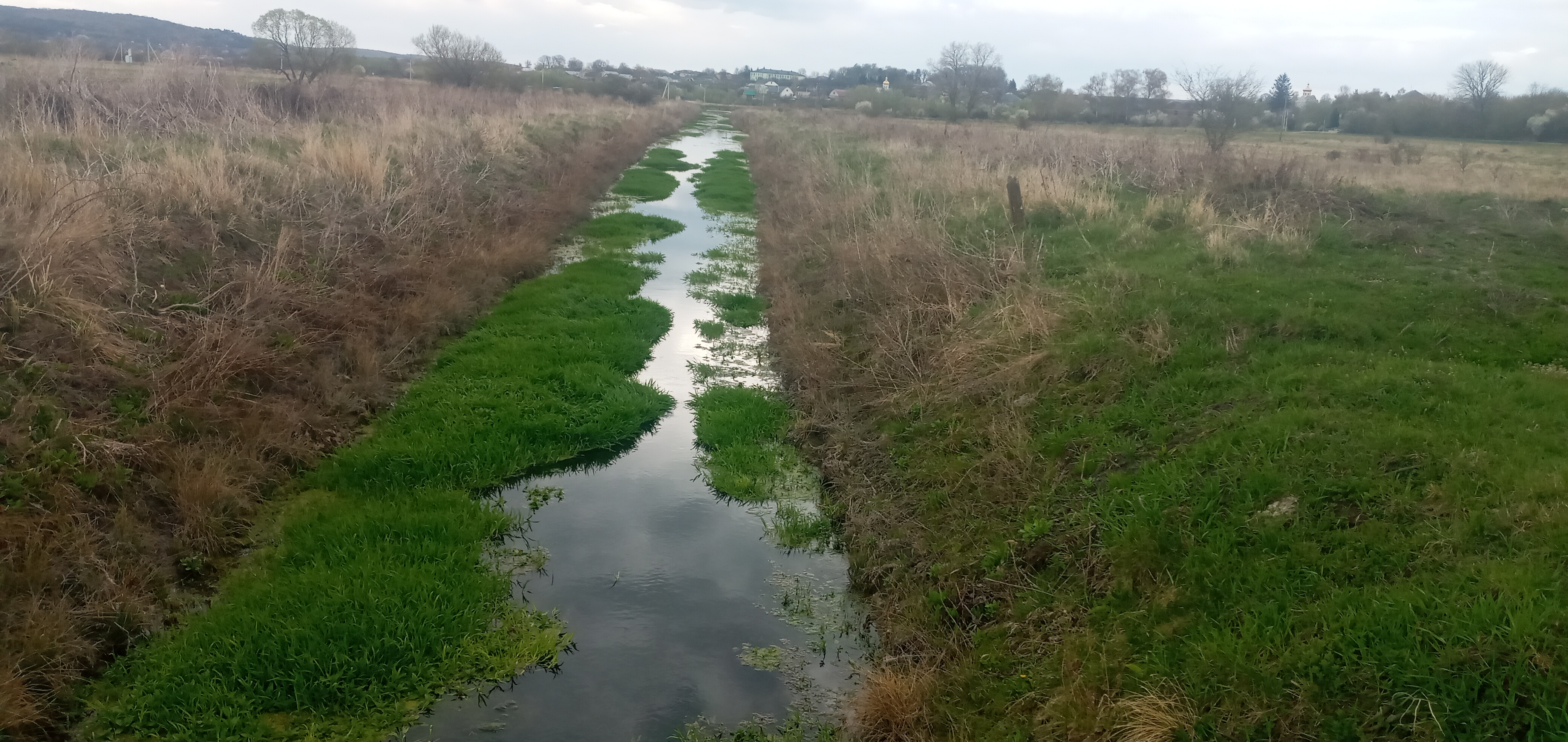
Струмок від озерця

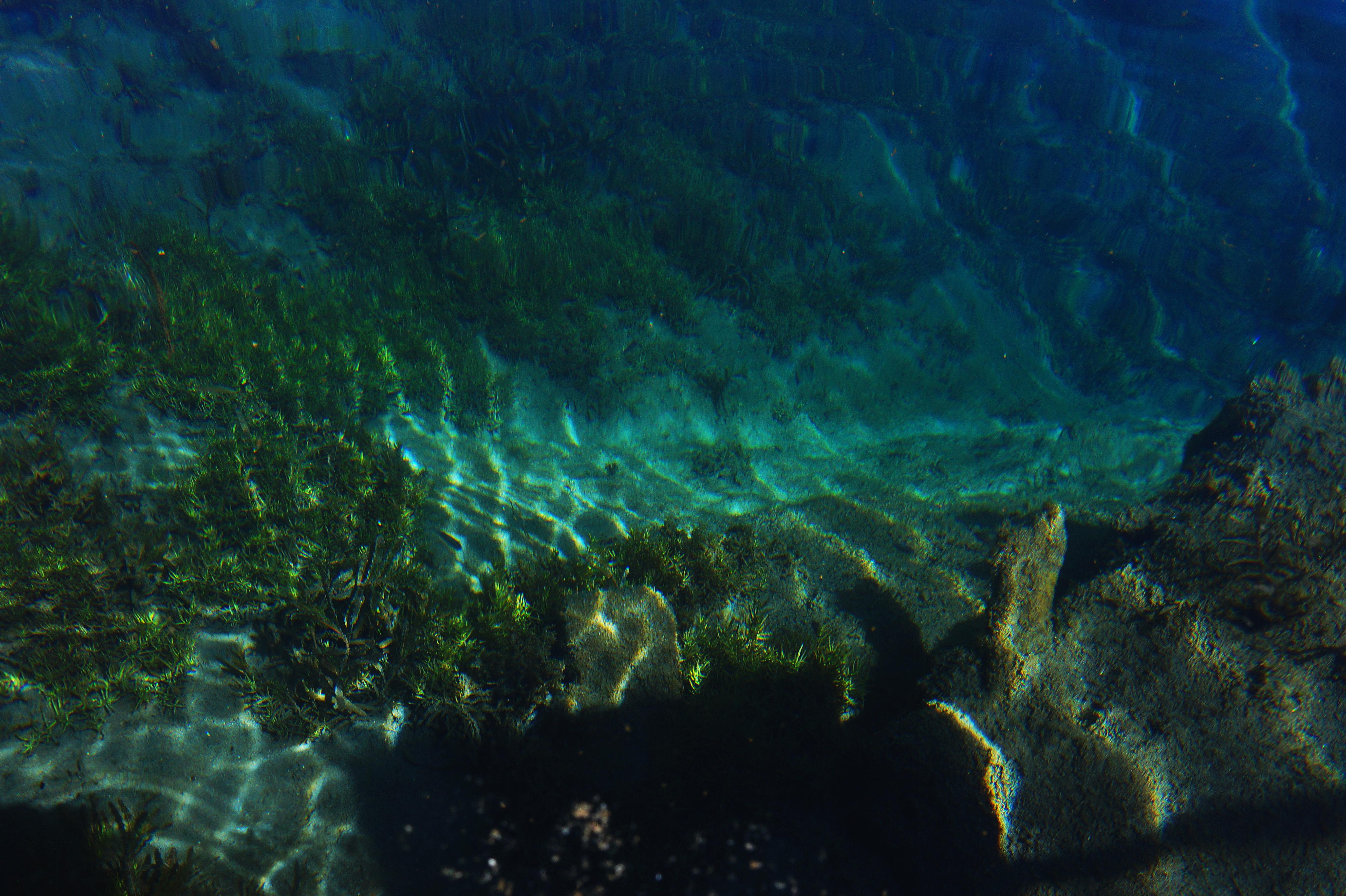
Дно карстового озерця Безодня

Озе́рця «Вікни́ни» — гідрологічна пам'ятка природи місцевого значення в Україні. Розташована на території  Гримайлівської селищної громади Тернопільської області, на північно-західній околиці села Вікно.
Площа — 0,02 га. Статус надано рішенням виконавчого комітету Тернопільської обласної ради від 20 грудня 1968 року № 870. Перебуває у віданні Гримайлівської селищної громади.
Під охороною — два невеликі карстові озера природного походження.